# Jacques Zoua
Jacques Zoua Daogari (Garoua, 6 september 1991) is een Kameroens voetballer die bij voorkeur als aanvaller speelt. In oktober 2017 tekende hij bij KFCO Beerschot Wilrijk, dat hem transfervrij overnam van Kaiserslautern. Hij debuteerde in 2011 in het Kameroens voetbalelftal.

## Clubcarrière
Op 22 september 2008 tekende Zoua een tweejarig contract bij Cotonsport Garoua. Op zijn 18e verjaardag tekende hij een contract bij het Zwitserse FC Basel. Op 20 november 2009 debuteerde hij voor FC Basel in de beker tegen FC Zürich. Zoua kreeg zijn eerste basisplaats op 15 maart 2010 tegen FC Luzern. Negen dagen later maakte hij zijn eerste competitiedoelpunt voor FC Basel in een met 4–1 gewonnen thuiswedstrijd tegen FC Zürich. In 2010 en 2011 won hij de dubbel (landstitel en beker) met de club. Op 24 juni 2013 maakte Hamburger SV de komst van Zoua bekend. Hij tekende een driejarig contract bij Die Rothosen. HSV betaalde een bedrag van 900.000 euro voor de Kameroense spits. Hamburger verhuurde Zoua gedurende het seizoen 2014/15 aan Kayseri Erciyesspor, dat daarbij een optie tot koop kreeg. Van die optie werd niet gebruikgemaakt. In augustus 2015 tekende Zoua een contract voor drie seizoenen bij de Franse club Gazélec Ajaccio, op dat moment net gepromoveerd naar de Ligue 1. Na één seizoen werd het contract verbroken en keerde Zoua terug in de Duitse competitie bij 1. FC Kaiserslautern. In oktober 2017 tekende hij als transfervrije speler een contract bij KFCO Beerschot Wilrijk, nadat zijn aflopende contract bij Kaiserslautern eerder niet verlengd werd.

## Interlandcarrière
Zoua speelde in meerdere Kameroense jeugdelftallen. Hij was onder meer actief op het wereldkampioenschap onder 20 in 2009. In een vriendschappelijke interland op 11 november 2011 tegen Egypte maakte hij zijn debuut in het Kameroens voetbalelftal (3–1 winst). In 2017 behoorde Zoua tot het basiselftal van Kameroen op het gewonnen Afrikaans kampioenschap voetbal 2017. Hij nam enkele maanden later met Kameroen deel aan de FIFA Confederations Cup 2017, waar in de groepsfase werd verloren van regerend wereldkampioen Duitsland, regerend Zuid-Amerikaans kampioen Chili en werd gelijkgespeeld tegen de kampioen van Azië, Australië.
| Interlands van Jacques Zoua voor Kameroen | Interlands van Jacques Zoua voor Kameroen | Interlands van Jacques Zoua voor Kameroen | Interlands van Jacques Zoua voor Kameroen | Interlands van Jacques Zoua voor Kameroen | Interlands van Jacques Zoua voor Kameroen | Interlands van Jacques Zoua voor Kameroen |
| №                                         | Datum                                     | Wedstrijd                                 | Uitslag                                   | Soort wedstrijd                           | Doelpunten                                |                                           |
| Als speler bij FC Basel                   | Als speler bij FC Basel                   | Als speler bij FC Basel                   | Als speler bij FC Basel                   | Als speler bij FC Basel                   | Als speler bij FC Basel                   | Als speler bij FC Basel                   |
| ----------------------------------------- | ----------------------------------------- | ----------------------------------------- | ----------------------------------------- | ----------------------------------------- | ----------------------------------------- | ----------------------------------------- |
| 1.                                        | 11 november 2011                          | Kameroen – Soedan                         | 3 – 1                                     | Vriendschappelijk                         |                                           |                                           |
| 2.                                        | 13 november 2011                          | Marokko – Kameroen                        | 1 – 1                                     | Vriendschappelijk                         |                                           |                                           |
| 3.                                        | 29 februari 2012                          | Guinee-Bissau – Kameroen                  | 0 – 1                                     | Kwalificatie AK 2013                      |                                           |                                           |
| 4.                                        | 9 juni 2013                               | Togo – Kameroen                           | 0 – 3                                     | Kwalificatie WK 2014                      |                                           |                                           |
| Als speler bij Hamburger SV               |                                           |                                           |                                           |                                           |                                           |                                           |
| 5.                                        | 8 september 2013                          | Kameroen – Libië                          | 1 – 0                                     | Kwalificatie WK 2014                      |                                           |                                           |
| 6.                                        | 7 januari 2015                            | Kameroen – Congo-Kinshasa                 | 1 – 1                                     | Vriendschappelijk                         |                                           |                                           |
| 7.                                        | 10 januari 2015                           | Kameroen – Zuid-Afrika                    | 1 – 1                                     | Vriendschappelijk                         |                                           |                                           |
| 8.                                        | 30 maart 2015                             | Thailand – Kameroen                       | 2 – 3                                     | Vriendschappelijk                         |                                           |                                           |
| 9.                                        | 9 juni 2015                               | Congo-Kinshasa – Kameroen                 | 1 – 1                                     | Vriendschappelijk                         |                                           |                                           |
| Als speler bij Gazélec Ajaccio            |                                           |                                           |                                           |                                           |                                           |                                           |
| 10.                                       | 6 september 2015                          | Gambia – Kameroen                         | 0 – 1                                     | Kwalificatie AK 2017                      |                                           |                                           |
| 11.                                       | 26 maart 2016                             | Kameroen – Zuid-Afrika                    | 2 – 2                                     | Kwalificatie AK 2017                      |                                           |                                           |
| 12.                                       | 29 maart 2016                             | Zuid-Afrika – Kameroen                    | 0 – 0                                     | Kwalificatie AK 2017                      |                                           |                                           |
| 13.                                       | 30 mei 2016                               | Frankrijk – Kameroen                      | 3 – 2                                     | Vriendschappelijk                         |                                           |                                           |
| 14.                                       | 3 juni 2016                               | Mauritanië – Kameroen                     | 0 – 1                                     | Kwalificatie AK 2017                      |                                           |                                           |
| Als speler bij 1. FC Kaiserslautern       |                                           |                                           |                                           |                                           |                                           |                                           |
| 15.                                       | 5 januari 2017                            | Kameroen – Congo-Kinshasa                 | 2 – 0                                     | Vriendschappelijk                         |                                           |                                           |
| 16.                                       | 10 januari 2017                           | Kameroen – Zimbabwe                       | 1 – 1                                     | Vriendschappelijk                         |                                           |                                           |
| 17.                                       | 14 januari 2017                           | Burkina Faso – Kameroen                   | 1 – 1                                     | Afrikaans kampioenschap                   |                                           |                                           |
| 18.                                       | 22 januari 2017                           | Gabon – Kameroen                          | 0 – 0                                     | Afrikaans kampioenschap                   |                                           |                                           |
| 19.                                       | 28 januari 2017                           | Senegal – Kameroen                        | 0 – 0                                     | Afrikaans kampioenschap                   |                                           |                                           |
| 20.                                       | 2 februari 2017                           | Kameroen – Ghana                          | 2 – 0                                     | Afrikaans kampioenschap                   |                                           |                                           |
| 21.                                       | 5 februari 2017                           | Egypte – Kameroen                         | 1 – 2                                     | Afrikaans kampioenschap                   |                                           |                                           |
| 22.                                       | 24 maart 2017                             | Tunesië – Kameroen                        | 0 – 1                                     | Vriendschappelijk                         |                                           |                                           |
| 23.                                       | 28 maart 2017                             | Kameroen – Guinee                         | 1 – 2                                     | Vriendschappelijk                         |                                           |                                           |

Bijgewerkt op 29 juni 2017.